# NGC 4896
NGC 4896 is een elliptisch sterrenstelsel in het sterrenbeeld Hoofdhaar. Het hemelobject werd op 12 mei 1885 ontdekt door de Franse astronoom Guillaume Bigourdan.

## Synoniemen
- UGC 8117
- MCG 5-31-84
- ZWG 160.87
- DRCG 27-232
- PGC 44768